# Aartsbisdom Lubumbashi

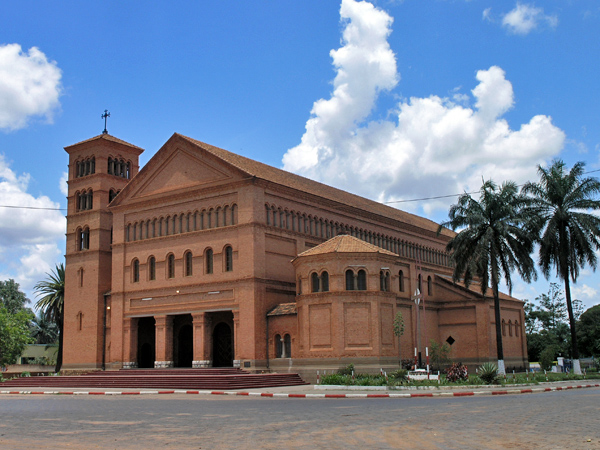
Cathédrale Saints Pierre et Paul in Lubumbashi

Het aartsbisdom Lubumbashi (Latijn: Archidioecesis Lubumbashiensis) is een van de 47 rooms-katholieke bisdommen in Congo-Kinshasa. Het aartsbisdom Lubumbashi is het aartsbisdom waarover de aartsbisschop van Lubumbashi geestelijk leiderschap heeft. De aartsbisschop van Lubumbashi staat als metropoliet aan het hoofd van de kerkprovincie Lubumbashi, een van de zes kerkprovincies in Congo-Kinshasa. Het aartsbisdom telt 1.973.785 inwoners, waarvan 44,8% katholiek is, verspreid over 75 parochies. Er zijn 82 priesters en 104 religieuzen. Het aartsbisdom telt 7 suffragane bisdommen. De oorsprong is de apostolische prefectuur Katanga, opgericht in 1910, nadien (1932) apostolisch vicariaat en aartsbisdom (1959). 

## Bisschoppen en Aartsbisschoppen
1. Jean-Félix de Hemptinne (1910–1958)
2. José Floriberto Cornelis (1958–1966)
3. Eugène Kabanga Songasonga, de eerste Kongolese aartsbisschop (1966–1998)
4. Floribert Songasonga Mwitwa (1998–2010)
5. Jean-Pierre Tafunga Mbayo (2010–2021)
6. Fulgence Muteba Mugalu  (2021–)